# Kino Oko (Šumperk)
Kino Oko je jediné samostatné kino ve městě Šumperk v Olomouckém kraji.

## Historie
Kino bylo zbudováno a otevřeno v roce 1928, poté bylo přejmenováno na Varieté nebo Kapitol. V roce 1968 proběhla poslední výrazná rekonstrukce kina, v roce 2010 proběhla digitalizace kina do standardu DCP.[zdroj?]

## Současnost
Výraznou proměnou prošlo kino během rekonstrukce v roce 2018, podle návrhu studia UYO architekti. V roce 2023 byla započata navazující rekonstrukce kina, jejímž cílem bylo zbudování většího komfortu pro návštěvníky. V prvním patře měl být nově otevřen sál s kapacitou 41 míst, v přízemí pak snack bar, šatny a toalety. Otevření druhého sálu bylo plánováno na září 2024.